# Aeropuerto de Houma–Terrebonne
El Aeropuerto de Houma–Terrebonne (en inglés: Houma–Terrebonne Airport) (IATA: HUM, ICAO: KHUM, FAA LID: HUM) es un aeropuerto público localizado a tres millas (5 km) al sudeste del distrito central de negocios de Houma, una ciudad en la parroquia de Terrebonne, Luisiana, Estados Unidos. Es propiedad de la Comisión del Aeropuerto Houma - Terrebonne.
Houma - Terrebonne tiene una superficie de 1.813 acres (734 ha) y cuenta con dos pistas de aterrizaje pavimentadas de concreto. La pista norte-sur 18/36 es de 6508 por 150 pies (1984 por 46 m) con un sistema de aterrizaje con instrumentos completos (ILS). La pista de aterrizaje con viento cruzado 12/30 es de 5.000 por 200 pies (1.524 por 61 m) con una aproximación no precisada. 
El aeropuerto cuenta con dos operadores de base fija (FBO): Houma Jet Center y Butler Aviation.